# Ravenna ókeresztény és bizánci műemlékei
Ravenna volt a Római Birodalom székhelye az 5. században, és a bizánci Itália székhelye a 8. század előtt. A városban páratlan együttese található az ókeresztény és bizánci mozaikoknak és épületeknek.
Az UNESCO Világörökség listájára felkerült mind a nyolc épület az 5. és a 6. században épült. Nagyszerű példái a görög-római építészeti hagyományoknak. Ravenna különleges értéke, hogy megőrizte Bizánc értékes műremekeit, művészetét.

## Általános és történelmi kép
A római birodalom szétesését követő néhány évszázad Európájának politikai és hatalmi képére vonatkozó történelmi források és művészeti alkotások meglehetősen szegényesek. Ez az időszak a népvándorlás és a középkori hűbéri rendszer fokozatos kialakulásának ideje, ezért meglehetősen zajos, zaklatott időszak. A római birodalom már kettéoszlott, Kelet-ázsiai része Konstantinápoly (Bizánc) néven tovább élt, s a hatalmi struktúra és egy új kultúra sajátos formáját kezdte kialakítani. A birodalom nyugati része teljes bomlásnak indult. Magát Rómát már a IV. században elhagyták császárai, a város elsorvadt.
Ekkor lépett az európai történelem színpadára Ravenna. A város tenger felőli része (Classis) már Augusztus óta a birodalom keleti flottájának hadikikötője volt. Magát a települést a szárazföld felől övező mocsárvilág védte. Védettsége és a keleti tengerhajózás felé nyitottsága miatt választotta Honorius császár 401-ben császári székhellyé. Így az V. században Ravennára még ráragyogott az antikvitás művészetének lenyugvó fénye.
- Ravenna első (római) fénykorát, vagy történelmének első római szakaszát ekkor élte. Témánk szerint ebből az időből maradtak ránk Galla Placidia síremléke és az Ortodox keresztelőtemplom, mindkettő remek belső mozaikdíszítésével.

- Ravenna második (gót) fénykora a népvándorlás során a második gót hullámban betört gótok, a hatalmas Theodorik és utódai 47 évig tartó uralkodása volt, mert innen uralkodtak. Ebből a korszakból maradt ránk Theodorik palotájának maradványai, a St. Apolinare Nuovo bazilika (egykor Theodorik kápolnája), Theodorik mauzóleuma, az Ariánusok keresztelőkápolnája és az érsek kápolnája.

- Ravenna harmadik nagy (bizánci) fénykorát a gótok Belizár, Justinianus bizánci császár hadvezére általi legyőzése után élte. 200 évig itt székelt az exarcha (Bizánc helytartója). A keleti császárság területén ekkor virult az új stílus. Ravenna legnagyobb művészettörténeti értéke az, hogy ezt átplántálta a nyugatrómai birodalom-részre, s jórészt meg is őrizte őket, míg ugyanakkor a keleti császárság területét elfoglaló iszlám ezeket jórészt elpusztította, vagy generálisan átalakította. E korszak nagy emlékeinek számítanak: a San Vitale és a San Apolinare in Classe bazilika.

Annak, hogy Ravenna mindezeket az építészeti- illetve művészeti értékeket megóvta, nagy szerepet játszott az, hogy a longobárdok Észak-itáliai letelepedése (750) után a város gazdaságilag és politikailag is háttérbe, majd feledésbe került. A kikötő eliszapolódott, a mocsarak elburjánzottak, s a városlakóknak többé már soha sem volt olyan anyagi ereje, hogy a várost felújítsa. Még egy utolsó kulturális felvillanást jelentett, amikor Dante itt kapott menedéket.

## Műemlékek

### Az első (római) fénykor emlékei

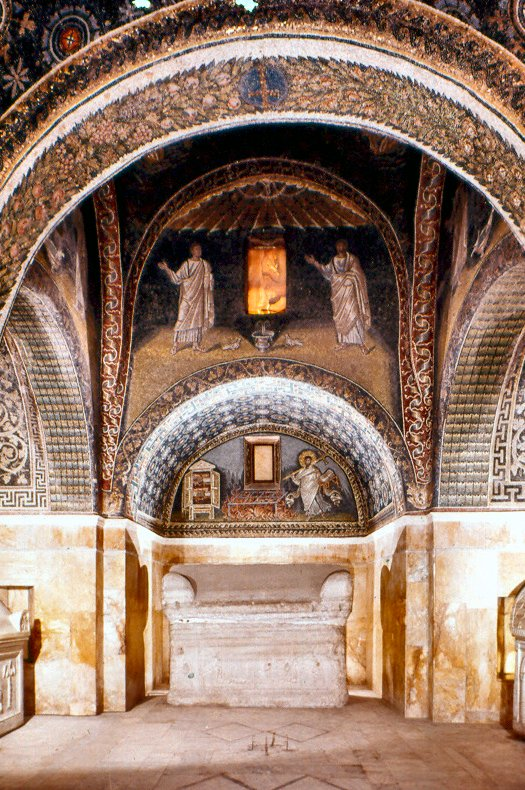
A belső tér

- Galla Placidia mauzóleuma (Mausoleo di Galla Placidia): A San Vitale székesegyház melléképületeként, templomkertkében meghúzódó, kereszt alaprajzú téglaépület. Eredetileg Szent Lőrincnek szentelt templomként a század első felében épített (402-425) Santa Croce templom narthexének végéhez csatlakozott. Később Honorius és neje, Galla Placidia.[2] szarkofágjait itt akarták elhelyezni. Ez a császárnő által emelt épület milánói hatásokat tükröz nem csak a Szt. Ambrus által irányított épületek alaprajzi rendszerével, hanem homlokzatának vakíves, puritán kialakításával is. A külső egyszerűséget a belső ragyogó polikrom mozaikdíszítése ellensúlyozza. A síremlék 440-ben épült. Görögkereszt alaprajzú, még az ókori római mozaikkultúra emlékei láthatók falain, melyet aranyburkolat fed. A sírokban III. Valentinianus, III. Constantius és Galla Placidia nyugszanak. Egyik történetírója a mauzóleum kapcsán a következőkben emlékezik Ravenna első, még római birodalmi hatású első korszakáról  Ma is hallgatag tanúi az ortodox keresztelőtemplom és Galla Placidia mozaikkal bélelt síremléke, mely rövidesen az egész birodalom szimbolikus kriptája lett.[3]

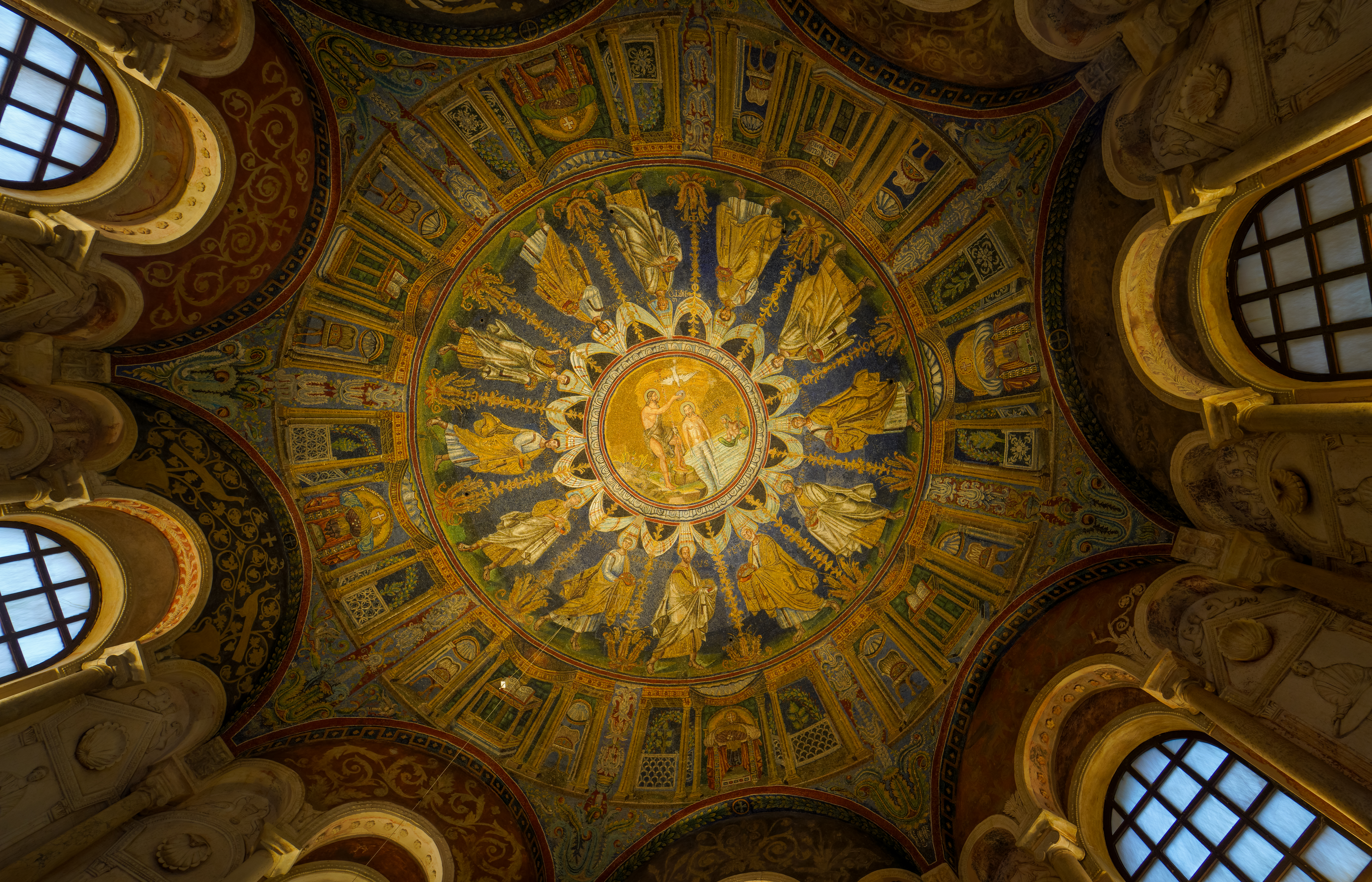
Kupolamozaik

- Ortodox keresztelőkápolna (Battistero Neoniano): a római időkben vízvezeték elzáró fürdőből alakíttatta ki Neón püspök az V. század első felében. Valamikor 450 körül átalakították a belső díszítését volt a nyolcszögű, kupolás épület. Római stílusú kupolamozaik díszíti, mely Krisztus keresztelését ábrázolja antik (pogány) felfogást követve. A Jordán folyót folyóistenként ábrázolva. Megjelenik rajta a tizenkét apostol alakja és a templomi helyiségek szakrális eszközeinek képei. Mindez az egyházat jelképezi. Az ablakoknál arabeszkek közt próféták mozaikképei láthatók.

### A második (gót) fénykor emlékei

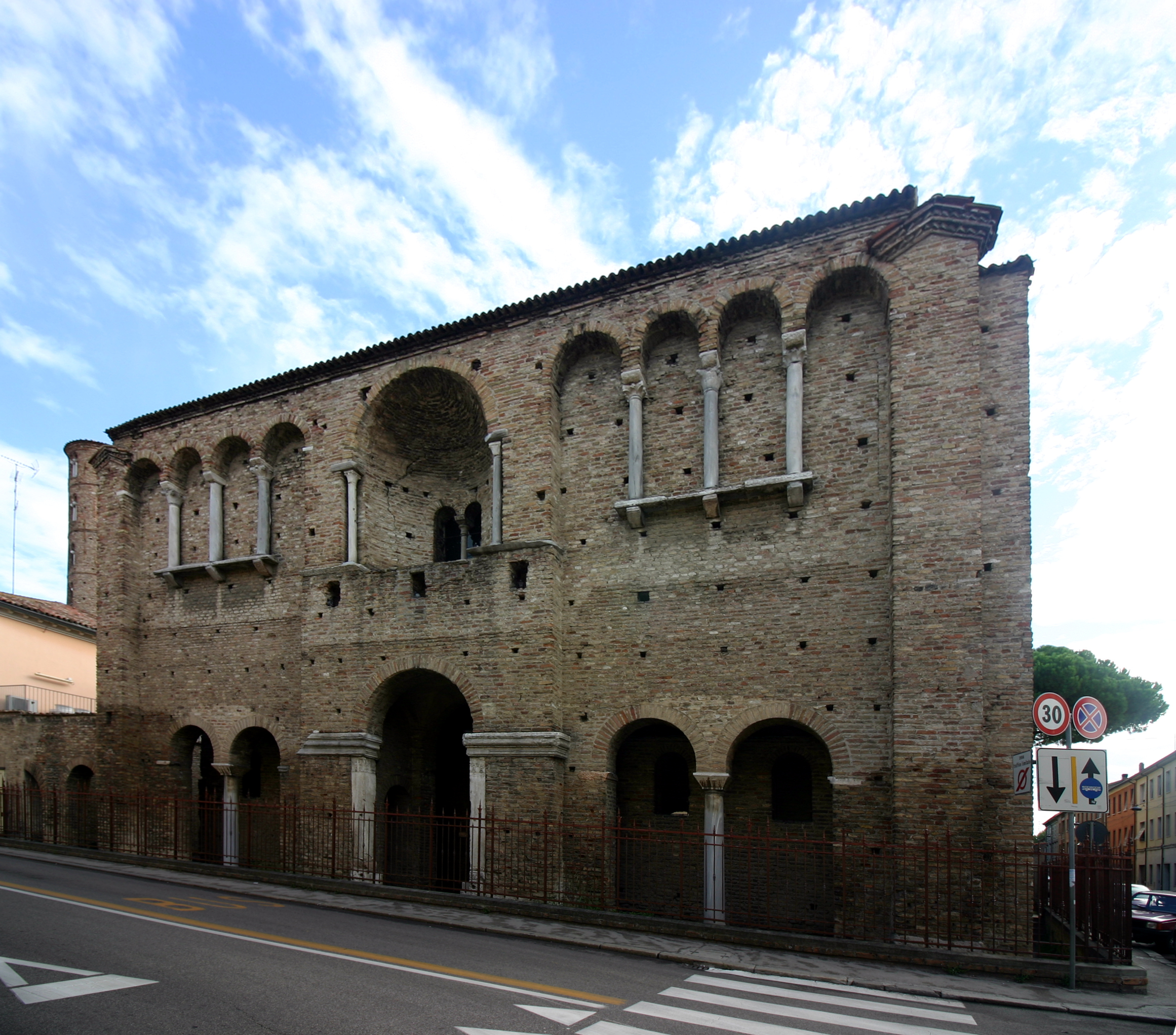
Palotahomlokzat

- Theodorik ravennai palotája A S Apolinare Nuovo déli szomszédságában sokáig a falba süppedő romként feltételezték. A Jelenlegi kutatások szerint nem ez, hanem ennek helyén állhatott a gót királyi palota, melyre a helyszínen levő, megtalált mozaikpadló részei is utalnak. A palota hajdani kincseinek nagy részét még Nagy Károly hordatta Aachenbe. (Bár a palotakomplexumból tárgyi emlékek nem maradtak Ravennában, a város múzeum e korszakról számos más emlékkel rendelkezik.)

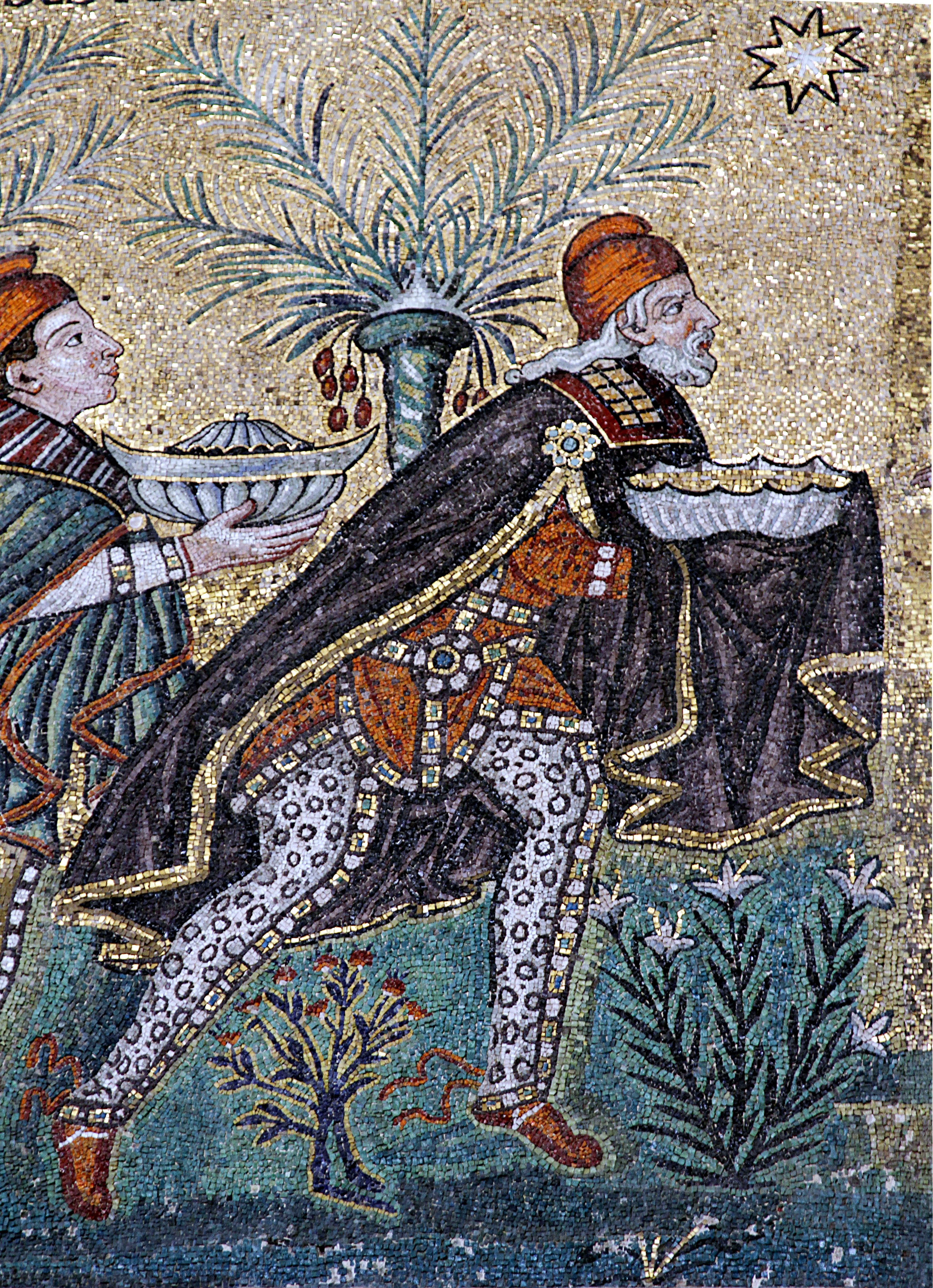
Mozaikrészlet (KT)

- Sant’Apollinare Nuovo-bazilika (Basilica di Sant'Apollinare Nuovo). Háromhajós, bazilikális elrendezésű templom. A Classet ért külső támadások elől ide menekítették át St. Apollinare ereklyéit, s innen kapta a ...Nuovo melléknevet. Az említett okok miatt aclassei ariánus gótok építették, stílusában átmenetet képez a város 2-3. történelmi korszaka között. Háromhajós, bazilikális alaprajzú. Emelt főszentélye alatt mozaik-díszítéses altemploma ma talajvízben áll, gyönyörű mozaikpadlóját megvilágítással mutatják be. A főhajót két szép klasszikus fejezetű oszlopsor határolja. A felettük levő falsávon mozaikok: balra: Krisztus élettörténete, jobbra 22 szűz, a bejáratnál 26 mártír, a kikötő-, illetve Theodorik palotája.

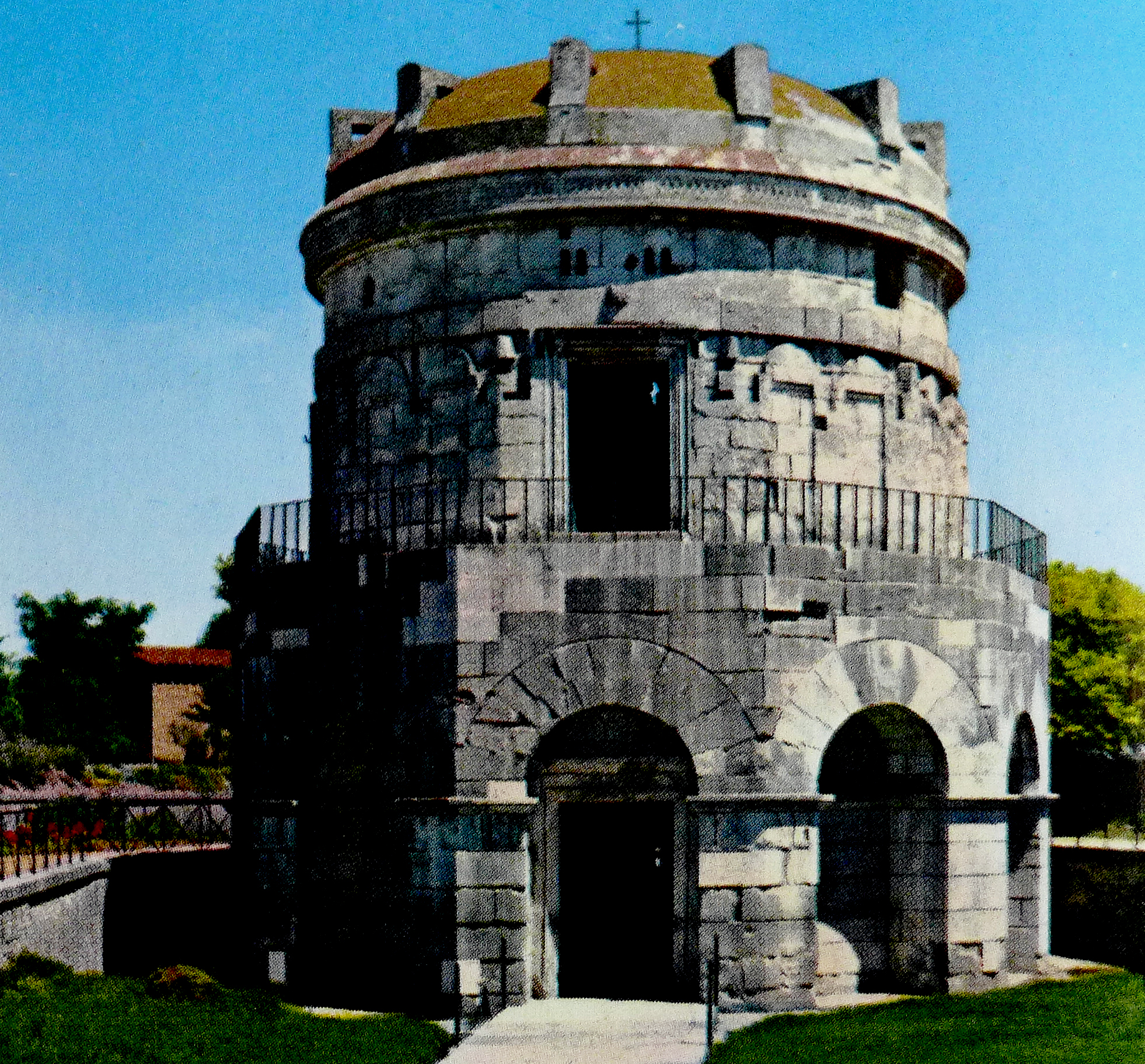
A mauzoleum (KT)

- Theodorik mauzóleuma (Mausoleo di Teodorico): 10 szögletű, zömök építmény, a tetején monolit lefedés. A kőlap 33 méter kerületű és 300 tonna súlyú, anyaga isztriai fehér mészkő. (Egy monda szerint a kegyetlen a király úgy félt a villámlástól, hogy a kő alá menekült, de az mégis agyonsújtotta.) A király hamvai a mauzóleum emeleti szintjén elhelyezett gránit szarkofágban nyugodtak, mindaddig, míg a keleti gótokat legyőző Belizár bizánci hadvezér – a király ariánusellenessége miatti haragjában – azokat a szarkofágból kivetette és a levegőben a világ felé szétszóratta. A mauzóleum építészeti megjelenésében - szinte robusztus durvaságában – talán a leghatásosabb ravennai emléke Ravenna és a világ nagy változásáról.

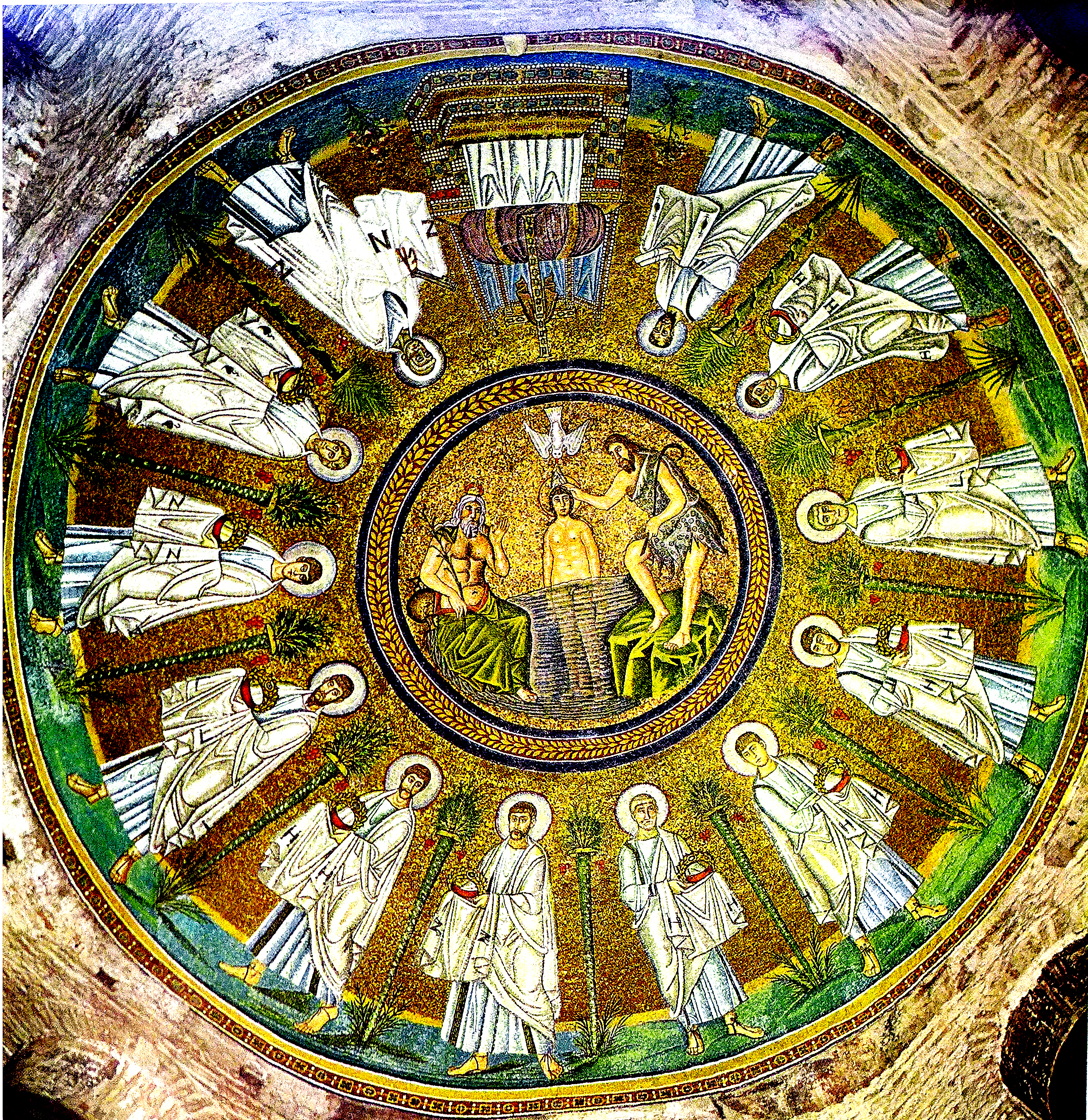
A kupolamozaik (KT)

- Ariánusok keresztelőkápolnája (Battistero degli Ariani) Ravenna második - rövid - gót korszakának jellegzetes emléke. A gótok az első nagy keresztény egyházszakadás során keletkezett ariánus hitet vallották, vagyis nem ismerték el Krisztus isten-mivoltját. Ebben a szellemben díszítették a kápolnát is. Kupolamozaikja egyedülálló: az egyetlen, mely meztelenül ábrázolja Krisztust, jóval Michelangelo kora előtt. A szép mozaikképek még a korábbi római mozaikstílust alkalmazzák. Theodorik uralkodásának utolsó szakaszában kemény vallásüldözést gyakorolt a más vallásúak felé.

- Érseki kápolna (Cappella Arcivescovile) Fő-terének boltozatán négy angyal tartja Jézus monogramját, köztük a négy evangélista jelvénye. a múzeuma világhírű műemlékkel dicsekedhet. Itt őrzik Maximianus császár trónját, mely az 5. századból származó alexandriai vagy bizánci munka, faragványai (domborművei) részben Jézus és József bibliai történetéről szólnak, részben apostol-ábrázolások. Az ide tartozó érseki kápolnában szép padlómozaikok is maradtak ránk.

### A harmadik (bizánci) fénykor emlékei

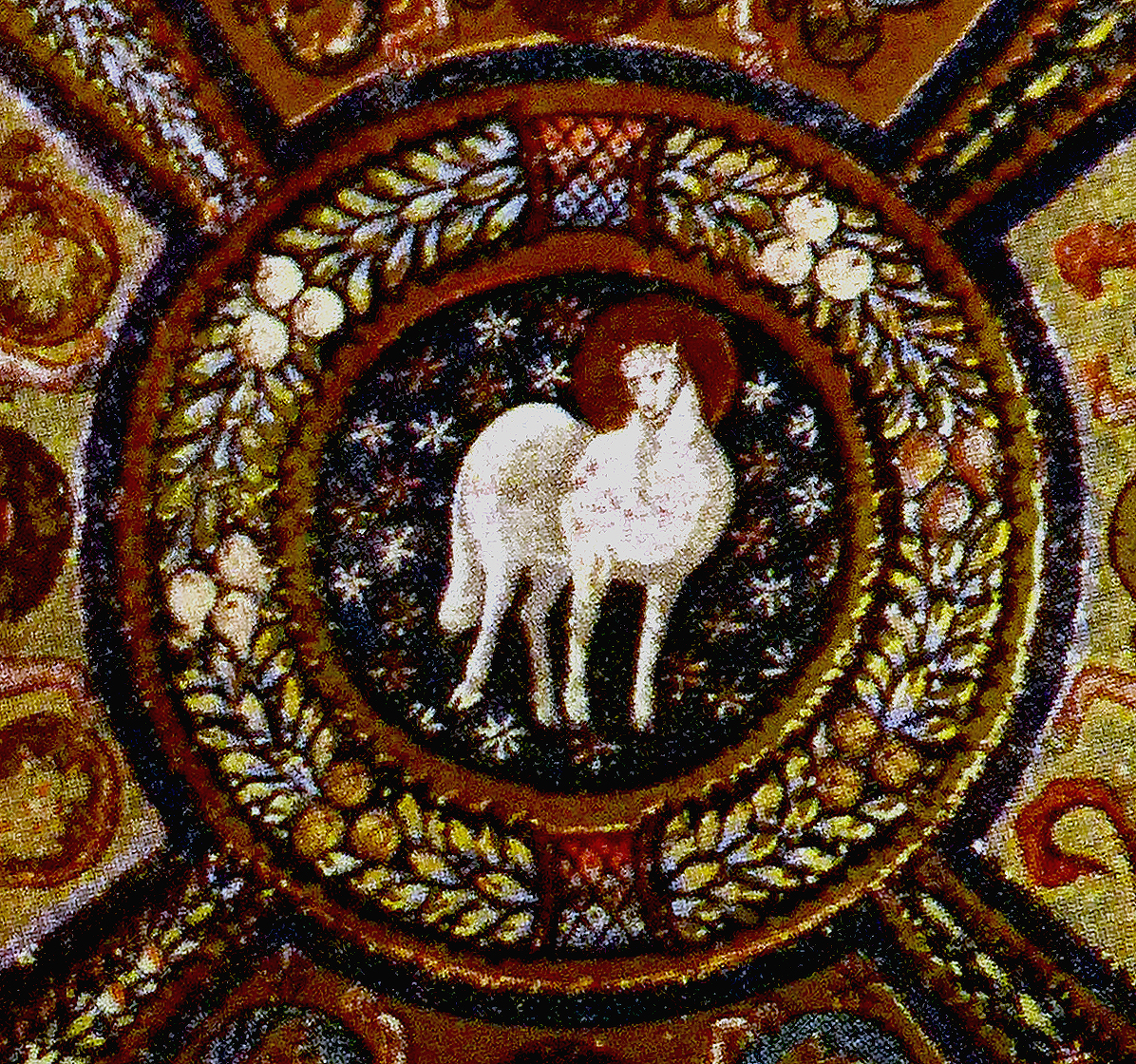
Isten Báránya (KT)

- San Vitale-templom  (Basilica di San Vitale): a bizánci, centrális templomtípus mintapéldája. San Vitalis a kor egyik szentje, római katona volt, aki fiaival halt vértanúhalált. Itt végezték ki a mezőn, a templom helyén. A székesegyház 534-547 között épült, Maximianus érsek szentelte fel. Belsejében alabástromszobros emeletes árkádok utalnak arra, hogy a nők és a férfiak külön foglaltak helyet. Bizánci kosaras oszlopok tartják kupoláját. A padlón az eredeti mozaikburkolat keletiesen konzervatív. Az apszis előtt a mozaikok I. Justinianust és Teodórát ábrázolják.

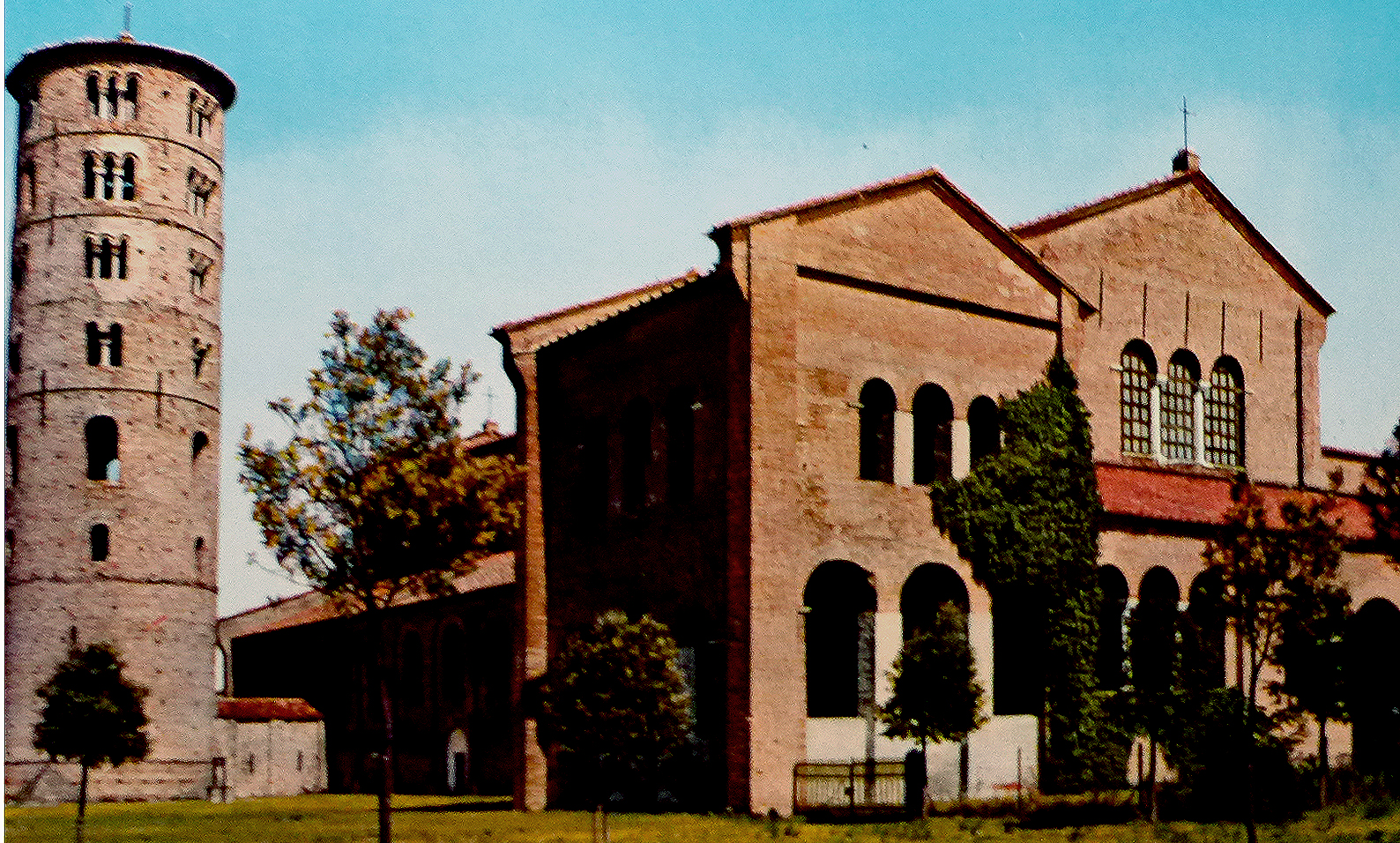
S. A. in Classe (KT)

- Sant’Apollinare in Classe-bazilika (Basilica di Sant'Apollinare in Classe). A rómaiak hajdan forgalmas hadikikötő-városának első püspöke a vértanú S. Apollinare volt, s tiszteletére emeltette a város bizánci korszakában (549) Maximianus érsek-patriarcha. Háromhajós, bazilikális elrendezésű. Még napjainkban is meglepő, tágas érzetet és nemes puritánságot sugall.épült. Igen szépek a főhajó oldalfalait tartó 24 finoman erezett oszlopa, elefántcsont színű bizánci fejezeteivel. Felettük a ravennai érsekek mozaikképei láthatók. Nagyon szép az épen megmaradt főszentély mozaikdísze.

## Külső hivatkozások
- A szócikkhez lásd még: Mozaik
- Ravenna világöröksége a város honlapján